# Vincenzo Serpico
Vincenzo Serpico (Castellammare di Stabia, 21 de junio de 1991) es un deportista italiano que compitió en remo. Ganó dos medallas en el Campeonato Mundial de Remo, en los años 2013 y 2014, ambas en la prueba de ocho con timonel ligero.

## Palmarés internacional
| Campeonato Mundial | Campeonato Mundial       | Campeonato Mundial | Campeonato Mundial      |
| Año                | Lugar                    | Medalla            | Prueba                  |
| ------------------ | ------------------------ | ------------------ | ----------------------- |
| 2013               | Chungju (Corea del Sur)  | Medalla de oro     | Ocho con timonel ligero |
| 2014               | Ámsterdam (Países Bajos) | Medalla de plata   | Ocho con timonel ligero |